# John Bloomfield (2e baron Bloomfield)
Pour les articles homonymes, voir Bloomfield.
John Arthur Douglas Bloomfield, 2e baron Bloomfield (12 novembre 1802 - 17 août 1879) est un pair et diplomate britannique.

## Biographie
Bloomfield est le fils aîné de Benjamin Bloomfield et de sa femme Hariott, la fille aînée de Thomas Douglas, de Grantham .
À partir de 1824, Bloomfield est attaché à Lisbonne et est transféré comme secrétaire de légation à Stuttgart l'année suivante . Il est envoyé à Stockholm en 1826 et devient secrétaire d'ambassade à Saint-Pétersbourg en 1839 . Cinq ans plus tard, il est promu émissaire . En 1846, il succède à son père comme baron et en 1848, il est fait compagnon de l'Ordre du Bain (CB) .
Bloomfield est nommé ambassadeur à Berlin en 1851 et à cette occasion est promu chevalier commandeur (KCB). En 1858, il est fait chevalier grand-croix (GCB) . Il atteint son plus haut poste d'ambassadeur à Vienne en 1860 et est admis au Conseil privé. Il représente la Grande-Bretagne à de nombreuses fonctions officielles, aide à organiser des conférences internationales et rassemble des informations sur l'Autriche-Hongrie, la Prusse et les petites nations voisines, envoyant des rapports quotidiens à Londres. Il soutient la politique britannique de non-implication et considère l'empereur comme essentiel à l'équilibre des pouvoirs et à la stabilité en Europe continentale . À sa retraite en 1871, il est créé baron Bloomfield, de Ciamaltha dans le comté de Tipperary, cette fois dans la pairie du Royaume-Uni, ce qui lui permet d'occuper un siège à la Chambre des lords . Il est lieutenant adjoint du comté de Tipperary .

## Mariage et famille
Le 4 septembre 1845, Bloomfield épouse l'hon. Georgiana Liddell, 16e et plus jeune enfant de Thomas Liddell et ancienne demoiselle d'honneur de la reine Victoria . Le couple n'a pas d'enfants. Lord Bloomfield a une fille illégitime nommée Thecla née en 1833 par l'actrice suédoise Emilie Högquist, et un fils Albert dont la date de naissance est inconnue. Albert n'est pas mentionné après qu'Emilie Högquist soit passée sous la protection du roi Oscar Ier de Suède .
John Arthur Douglas est décédé sans héritier légitime en 1879 à son domicile, Ciamhaltha, près de Newport, dans le comté de Tipperary et ses titres s'éteignent,. Il est enterré dans le caveau de sa famille à l'église paroissiale de Borrisnafarney, à côté de Loughton Demense et Moneygall, dans le comté d'Offaly. Un impressionnant mémorial existe dans l'église en sa mémoire.